# Photodétecteur
Pour les articles homonymes, voir détecteur.

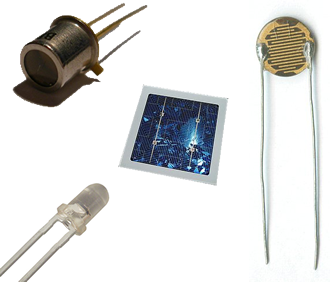
Photodiode

Un photodétecteur (ou détecteur photosensible ou détecteur optique ou détecteur de lumière) est un dispositif (détecteur) qui transforme la lumière qu'il absorbe en une grandeur mesurable, généralement un courant ou une tension électrique. Le capteur à fibre optique repose sur ce principe.
Photodétecteurs (simples) :
- tube photomultiplicateur (ou phototube) ;
- photorésistance (ou détecteur photoconducteur) ;
- photodiode ;
  - photodiode PIN ;
  - photodiode à avalanche.

Photodétecteurs multiples :
- détecteur quatre quadrants ;
- détecteur de position (en anglais : position sensitive device, PSD) ;
- photodétecteur à transfert de charges (CCD).